# Чернушенко, Владимир Константинович
Владимир Константинович Чернушенко (25 февраля 1940, Красный Лиман, Сталинская область — 7 сентября 2024) — советский и российский учёный в области селекции, генетики и разведения молочного скота, член-корреспондент РАСХН (1999), член-корреспондент РАН (2014).

## Биография
Окончил Великолукский СХИ (1962) и аспирантуру лаборатории иммуногенетики ВНИИ животноводства (ВИЖ) (1967—1970).
- 1962—1967 — зоотехник в сельхозпредприятиях Смоленской области.
- 1970—1972 — старший научный сотрудник одного из НИИ Академии медицинских наук.
- 1972—1993 — заведующий биологической лабораторией, с 1987 директор Смоленского филиала ВИЖ.
- с 1993 г. — директор Смоленского НИИ сельского хозяйства.

Доктор с.-х. наук (1992), профессор (1997), член-корреспондент РАСХН (1999), член-корреспондент РАН (2014).
Участвовал в выведении новых высокопродуктивных типов сычёвской и швицкой пород крупного рогатого скота.
Лауреат премии Правительства Российской Федерации в области науки и техники (2002).
Получил 3 авторских свидетельства и 1 патент на изобретения.
Умер 7 сентября 2024 года в возрасте 84 лет.
Публикации:
- Интенсификация молочного скотоводства России / соавт.: Н. И. Стрекозов, В. И. Цысь; РАСХН. — Смоленск, 1997. — 240 с.
- Сертификация и требования к качеству продукции агропромышленного комплекса России / соавт.: Н. И. Стрекозов и др. — Смоленск, 1998. — 357 с.
- Особенности экстерьера бурых швицких коров нового типа / соавт.: А. П. Солдатов и др. // Зоотехния. 1999. № 12. С. 5-6.
- Вопросы племенной работы, содержания, кормления и ветеринарного обслуживания высокопродуктивного молочного скота / соавт.: В. И. Листратенкова и др.; ГНУ Смолен. НИИ сел. хоз-ва и др. — Смоленск, 2007. — 190 с.
- Система иммуногенетических маркеров при совершенствовании новых молочных типов бурого швицкого и сычевского скота: практ. руководство / соавт.: М. Е. Гонтов, Д. Н. Кольцов. — Смоленск, 2010. — 52 с.
- Бурая швицкая порода крупного рогатого скота: моногр. / соавт.: В. М. Новиков и др. — Смоленск, 2017. — 152 с.